# 小林庄一郎 (政治家)
小林 庄一郎（こばやし しょういちろう、1851年8月8日（嘉永4年7月12日） - 1929年（昭和4年）8月27日）は、日本の政治家、衆議院議員（1期）。

## 経歴
栃木県出身。漢学を学ぶ。主に外国人を相手とする美術貿易商を営み、日光町（現・日光市）会議員、栃木県会議員となる。豊富な財力と人脈を有していた。
1908年の第10回衆議院議員総選挙において栃木県郡部から立憲政友会公認で立候補して当選した。1912年の第11回衆議院議員総選挙には出馬しなかった。
1905年頃から訪日外国人旅行者を対象とする「大名ホテル」の建設を進め、1919年頃に建物が完成したが、ホテルの開業には至らなかった。1929年に死去した。死後、大名ホテルは古河電気工業の工員アパート、進駐軍の社交場を経て日光町へ寄付され、日光町役場、日光市役所、日光市日光総合支所、日光市日光行政センターとして2018年まで使用された。